# پرچم پرو
پرچم پرو، برای اولین بار در ۲۱ اکتبر ۱۸۲۰ به رسمیت شناخته شد. به‌عنوان پرچم غیرنظامی شناخته می‌شود و همچنین دارای تناسب ۳:۲ می‌باشد.

## نگارخانه